# Kubusdalen
Das Kubusdalen (norwegisch für Würfeltal) ist ein steilwandiges und mit Gletschereis angefülltes Tal im ostantarktischen Königin-Maud-Land. In den Filchnerbergen der Orvinfjella liegt es zwischen den Bergen Trollslottet und Kubus.
Luftaufnahmen und Vermessungen der Dritten Norwegischen Antarktisexpedition (1956–1960) dienten der Kartierung. Benannt ist das Tal in Anlehnung an die Benennung des Bergs Kubus.